# Бумеранг (фільм)
«Бумеранг» — кінофільм режисера Діна Махаматдинова, що вийшов на екрани в 2008 році.

## Зміст
Краснов раніше працював у міліції, але звільнився і тепер займається приватним розшуком. Його першим значним клієнтом стає красива і молода Анна – дружина впливового бізнесмена. Вона нібито страждає втратою короткочасної пам'яті і їй необхідно, щоб хтось знімав її на відео протягом дня, а потім показував, як пройшли ці години. Таким чином лікарі сподіваються на поліпшення. Та ця історія виявилася лише фасадом того, у що вплутався наш герой насправді.

## Ролі
| Актор               | Роль         |
| ------------------- | ------------ |
| Олексій Кравченко   | -            |
| Олеся Судзіловська  | -            |
| Дмитро Ульянов      | -            |
| Юрій Осіпов         | -            |
| Єлизавета Оліферова | -            |
| Іван Агапов         | майор Долгов |
| Андрій Рапопорт     | -            |

## Знімальна група
- Режисер — Дін Махаматдинов
- Сценаристи — Андрій Бадін, Дін Махаматдінов
- Продюсер — Валентин Опалєв
- Оператор — Андрій Гуркін
- Композитори — Ілля Хмиз, Батирхан Шукенов